# Queruscos
Os Queruscos (em latim: Cherusci; em alemão: Cherusker) eram uma tribo germânica que habitava partes das planícies e florestas do noroeste da atual Alemanha, na área possivelmente perto da atual Hanôver, durante os primeiros séculos a.C. e a.D.. Etnicamente, Plínio, o Velho agrupa-os com seus vizinhos, os Suevos, Chatti, Hermúnduros e Hermiões como um agrupamento germânico que dizem descender de um ancestral chamado Mannus. Eles travavam uma importante guerra contra o Império Romano.  Posteriormente, eles provavelmente foram absorvidos pelos grupos tribais germânicos clássicos, como os saxões, turíngios, francos, bávaros e os alamanos.

## Encontros de Roma com os Queruscos
A primeira menção histórica dos Queruscos ocorre no livro 6.10 de Júlio César, De Bello Gallico , que relata os acontecimentos ocorridos a 53 a.C. César relata que cruzou o Reno de novo para retaliar os Suevos pelo envio de reforços aos tréveros. Menciona que a floresta Bacenis separava o território dos Queruscos do dos Suevos. Em 12 a.C., os Queruscos e outras tribos da Germânia foram subjugados pela República Romana.
Roma tratou de ampliar os seus territórios a norte da Europa para além do Reno, explorando as divisões dentro dos Queruscos, e durante algum tempo a tribo foi considerada aliada de Roma. Neste momento, a tribo dividiu-se entre Armínio (conhecido no moderno alemão como "Hermann der Cherusker", embora o seu nome mais provável fosse Armin) e Segestes. Armínio advogou por romper a lealdade a Roma e declarou a sua independência, enquanto Segestes quis permanecer fiel. Por volta de 8 a.C., Armínio ganhara a dianteira e começou a planejar a rebelião. Segestes advertiu reiteradamente Públio Quintílio Varo, o governador da Germânia, de que a rebelião estava prevista, mas Varo recusou-se a agir até que a rebelião estourasse.
Em 9, na Batalha da floresta de Teutoburgo, um exército de aliados supostamente germanos sob o comando de Armínio (Queruscos, Brúcteros, Marsos, Sicambros, Caúcos e Catos) aniquilaram três legiões romanas no comando de Varo. As águias das legiões, de grande importância simbólica para os romanos, perderam-se. Os números destas três legiões, a XVII, a XVIII e a XIX legião, nunca foram utilizados de novo.
Depois dos motins das legiões germânicas em 14, Júlio César Germânico decidiu, a pedido dos seus homens, marchar para Germânia para restaurar a honra perdida. Em 15, após uma breve incursão contra os Catos, começou uma campanha contra os Queruscos. Recebeu um chamamento de socorro de Segestes, que estava sendo sitiado por Armínio. Segestes foi resgatado com um grupo de familiares e pessoas ao seu cargo, incluindo Tusnelda, a filha de Segestes e a esposa de Armínio. Germânico deu-lhes terras na Gália. A seguir encontrou o local onde decorrera a Batalha da Floresta de Teutoburgo. Os seus homens enterraram os mortos e construíram um montículo funerário.
Uma série de batalhas seguidas infligiram fortes baixas aos Romanos. Armínio parecia estar ganhando a dianteira, mas em 16, Germânico derrotou Armínio na Batalha do rio Weser e em 18 na Batalha dos Muros Angrivarianos, mas Armínio não foi capturado pelos romanos. Em 19, Adgandéstrio, um chefe dos Catos, pediu a Roma veneno para matar Armínio. A petição foi denegada por "nobreza" pois (segundo refere Tácito) "Os romanos vingam-se dos seus inimigos não com truques, mas pela força das armas". Armínio envolveu-se cada vez mais em disputas tribais, os seus opositores acusaram-no de tratar de converter-se em rei. Em 21, Armínio "sucumbiu à traição pelas suas relações" (segundo Tácito), e um traidor foi designado rei dos germanos por Roma.

## Consequências
Depois da morte de Armínio, os romanos abandonaram os Queruscos aproximadamente à sua sorte. Em 47, os Queruscos pediram a Roma que enviasse Itálico, sobrinho de Armínio, para se converter em rei, pois a guerra civil terminara com os seus nobres. Num primeiro momento não foi, mas pronto caiu em favor.
Sob o prudente imperador Adriano foi construído o Limes ou limite, uma fortificação criada para fechar a brecha entre as duas fronteiras fluviais e prevenir ataques posteriores e levantamentos na instável Germânia Ulterior.

## Possível origem celta
O nome "Querusco" aponta para uma origem celta da tribo, pois termina de maneira similar à de outros nomes de tribos celtas, como os Nóricos, Taúricos e Escordiscos, ao qual se acrescenta terem costumes de habitat e guerreiros que os aparentavam, mais que nada, com os Galos. Sabe-se de celtas que viviam na atual Alemanha desde antes das migrações germânicas, cambiando a composição étnica da região. A germanização destas tribos celtas pré-germânicas ter-se-ia produzido paulatinamente. Outras tribos na Germânia eram de origem celta, incluindo os Cimbros, Ambrones, Sicambros, Volcos, Teutões e Boios (na Boêmia).